# Pyura discoveryi
Pyura discoveryi is een zakpijpensoort uit de familie van de Pyuridae. De wetenschappelijke naam van de soort is voor het eerst geldig gepubliceerd in 1910 door Herdman.